# Universidade (Macapá)
Universidade é um bairro do município brasileiro de Macapá, capital do estado do Amapá. Segundo o censo demográfico de 2022, realizado pelo Instituto Brasileiro de Geografia e Estatística (IBGE), sua população era de 15 790 habitantes e havia 4 442 domicílios particulares permanentes ocupados.
De acordo com o IBGE, em 2010 a população era de 12 850 habitantes e havia 3 036 domicílios particulares.